# Mohammed Sheliah
Mohammed Sheliah al-Jahani, né le 28 septembre 1975, est un footballeur saoudien.